# فيروسات منتنة
الفيروسات البرومية (بالإنجليزية: Bromoviridae)‏ هي عائلة من فيروسات النباتات، وتضم الأجناس التالية:
- جنس فيروس برسيمي;الأنواع: فيروس البرسيم الفسيفسائي
- جنس فيروس ملغى;الأنواع: فيروس نبات اٍبرة الراعي ذات البقع المختلفة (Pelargonium zonate spot virus)
- جنس فيروس الالار (Ilarvirus);الأنواع: فيروس مسحة التبغ
- جنس فيروس برومو; الأنواع: فيروس بروم الفسيفسائي
- جنس فيروس الخيار; الأنواع: فيروس تبرقش الخيار
- جنس فيروس الزيتون;الأنواع: فيروس الزيتون الكامن 2

## وصلات خارجية
- نطاق فيروسي فيروسات برومية

1. 1 2  International Committee on Taxonomy of Viruses, ed. (30 Jun 2014), ICTV Master Species List 2013 v2 (بالإنجليزية), QID:Q18810383
2. 1 2  International Committee on Taxonomy of Viruses, ed. (12 Jun 2015), ICTV Master Species List 2014 v4 (بالإنجليزية), QID:Q24716610